# The Green Rose
The Green Rose è un cortometraggio del 1914 diretto da Kenean Buel e interpretato da Tom Moore e Alice Joyce. Nel ruolo della giovane Kathlyn, la diciassettenne Marguerite Courtot.
Prodotto dalla Kalem Company, il film venne distribuito nelle sale il 22 settembre 1914 dalla General Film Company.

## Trama
Livingston, uno scienziato tutore della giovane Kathlyn, vuole impadronirsi della fortuna della sua pupilla e mette in atto un piano per ucciderla, avvelenando una rosa che diventa verde. La governante, incuriosita dal colore, prende in mano il fiore velenoso, l'annusa e muore. Gordon, l'assistente di Livingston, arriva sulla scena del delitto insieme a Beatrice Bundt, una scrittrice di articoli scientifici. Il giovane scienziato analizza il fiore trovato nelle mani della morta e scopre la presenza del veleno. Livingston, intanto, prepara una seconda rosa, mettendola questa volta nella stanza di Kathlyn. I due investigatori fermano Kathlyn: i loro sospetti si appuntano sullo scienziato. Costui, entrato nella stanza, deve confrontarsi con le accuse del suo assistente. I due uomini lottano e Livingston viene ferito da uno dei suoi veleni. L'omicida incontra la morte che aveva programmato per Kathlyn.

## Produzione
Il film, in 1 rullo, fu prodotto dalla Kalem Company.

## Distribuzione
Il film venne distribuito nelle sale il 22 settembre 1914 dalla General Film Company.